# Eco de América

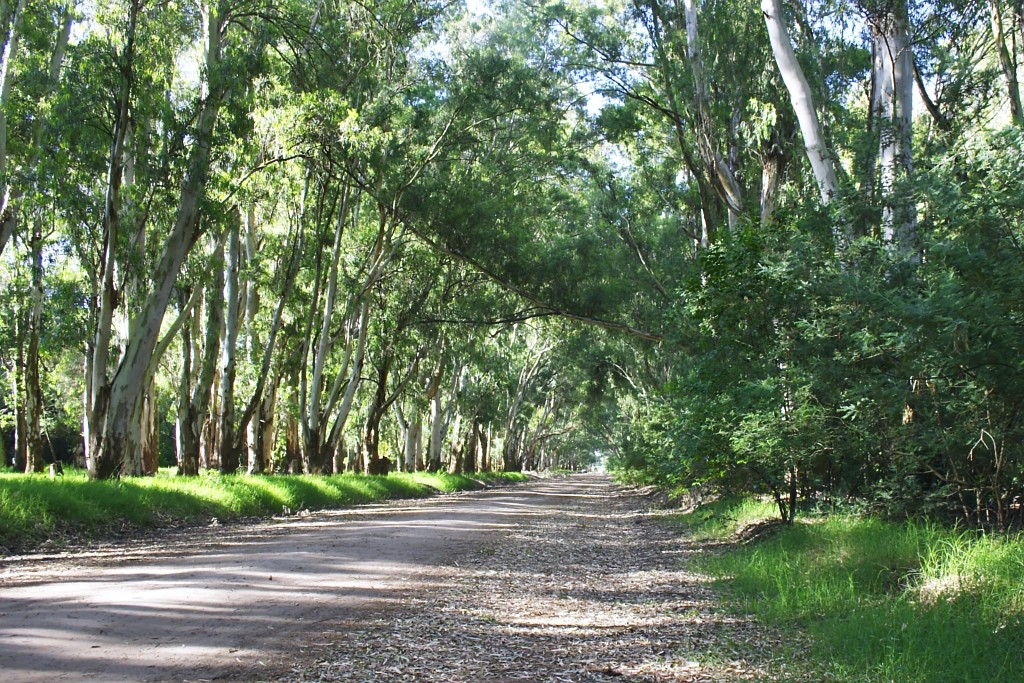
fotografía del interior del vivero municipal, América, Rivadavia, Buenos Aires, Argentina

El Complejo Ecológico de América es un centro de rescate y refugio de animales silvestres, en la ciudad de América. Están ubicados dentro del Vivero Forestal “Francisco Pascasio Moreno” ocupando aproximadamente 40 de sus 354 hectáreas. En su interior cuenta con ejemplares diversos, ya sea reptiles, felinos (leones, tigres, pumas), hipopótamo, entre otros.